# Grand Prix Bahrajnu 2014
Grand Prix Bahrajnu 2014 (oficjalnie 2014 Formula 1 Gulf Air Bahrain Grand Prix) – trzecia eliminacja Mistrzostw Świata Formuły 1 w sezonie 2014. Grand Prix odbyło się w dniach 4–6 kwietnia 2014 roku na torze Bahrain International Circuit w Sakhir.

## Tło
Po tym jak podczas Grand Prix Malezji McLaren MP4-29 został pomalowany w barwy Esso, podczas Grand Prix Bahrajnu bold wystartował w barwach Gulf Air.

## Lista startowa
Źródło: Wyprzedź Mnie!
Na niebieskim tle kierowcy biorący udział jedynie w piątkowych treningach
| Nr | Kierowca            | Zespół                        | Samochód          | Silnik                         | Opony |
| -- | ------------------- | ----------------------------- | ----------------- | ------------------------------ | ----- |
| 1  | Sebastian Vettel    | Infiniti Red Bull Racing      | Red Bull RB10     | Renault Energy F1-2014 1.6T V6 | P     |
| 3  | Daniel Ricciardo    | Infiniti Red Bull Racing      | Red Bull RB10     | Renault Energy F1-2014 1.6T V6 | P     |
| 4  | Max Chilton         | Marussia F1 Team              | Marussia MR03     | Ferrari 059/3 1.6T V6          | P     |
| 6  | Nico Rosberg        | Mercedes AMG Petronas F1 Team | Mercedes F1 W05   | Mercedes-Benz PU106A 1.6T V6   | P     |
| 7  | Kimi Räikkönen      | Scuderia Ferrari              | Ferrari F14 T     | Ferrari 059/3 1.6T V6          | P     |
| 8  | Romain Grosjean     | Lotus F1 Team                 | Lotus E22         | Renault Energy F1-2014 1.6T V6 | P     |
| 9  | Marcus Ericsson     | Caterham F1 Team              | Caterham CT05     | Renault Energy F1-2014 1.6T V6 | P     |
| 10 | Kamui Kobayashi     | Caterham F1 Team              | Caterham CT05     | Renault Energy F1-2014 1.6T V6 | P     |
| 11 | Sergio Pérez        | Sahara Force India F1 Team    | Force India VJM07 | Mercedes-Benz PU106A 1.6T V6   | P     |
| 13 | Pastor Maldonado    | Lotus F1 Team                 | Lotus E22         | Renault Energy F1-2014 1.6T V6 | P     |
| 14 | Fernando Alonso     | Scuderia Ferrari              | Ferrari F14 T     | Ferrari 059/3 1.6T V6          | P     |
| 17 | Jules Bianchi       | Marussia F1 Team              | Marussia MR03     | Ferrari 059/3 1.6T V6          | P     |
| 19 | Felipe Massa        | Williams Martini Racing       | Williams FW36     | Mercedes-Benz PU106A 1.6T V6   | P     |
| 20 | Kevin Magnussen     | McLaren Mercedes              | McLaren MP4-29    | Mercedes-Benz PU106A 1.6T V6   | P     |
| 21 | Esteban Gutiérrez   | Sauber F1 Team                | Sauber C33        | Ferrari 059/3 1.6T V6          | P     |
| 22 | Jenson Button       | McLaren Mercedes              | McLaren MP4-29    | Mercedes-Benz PU106A 1.6T V6   | P     |
| 25 | Jean-Éric Vergne    | Scuderia Toro Rosso           | Toro Rosso STR9   | Renault Energy F1-2014 1.6T V6 | P     |
| 26 | Daniił Kwiat        | Scuderia Toro Rosso           | Toro Rosso STR9   | Renault Energy F1-2014 1.6T V6 | P     |
| 27 | Nico Hülkenberg     | Sahara Force India F1 Team    | Force India VJM07 | Mercedes-Benz PU106A 1.6T V6   | P     |
| 36 | Giedo van der Garde | Sauber F1 Team                | Sauber C33        | Ferrari 059/3 1.6T V6          | P     |
| 40 | Felipe Nasr         | Williams Martini Racing       | Williams FW36     | Mercedes-Benz PU106A 1.6T V6   | P     |
| 44 | Lewis Hamilton      | Mercedes AMG Petronas F1 Team | Mercedes F1 W05   | Mercedes-Benz PU106A 1.6T V6   | P     |
| 46 | Robin Frijns        | Caterham F1 Team              | Caterham CT05     | Renault Energy F1-2014 1.6T V6 | P     |
| 77 | Valtteri Bottas     | Williams Martini Racing       | Williams FW36     | Mercedes-Benz PU106A 1.6T V6   | P     |
| 99 | Adrian Sutil        | Sauber F1 Team                | Sauber C33        | Ferrari 059/3 1.6T V6          | P     |
| Nr | Kierowca            | Zespół                        | Samochód          | Silnik                         | Opony |

## Wyniki

### Sesje treningowe
Źródło: Wyprzedź Mnie!
| Sesja | Nr | Kierowca       | Konstruktor | Czas     | Okr. |
| ----- | -- | -------------- | ----------- | -------- | ---- |
| 1     | 44 | Lewis Hamilton | Mercedes    | 1:37,502 | 14   |
| 2     | 44 | Lewis Hamilton | Mercedes    | 1:34,325 | 28   |
| 3     | 44 | Lewis Hamilton | Mercedes    | 1:35,324 | 12   |

### Kwalifikacje
Źródło: Wyprzedź Mnie!
| Poz. | Nr | Kierowca          | Konstruktor          | Q1       | Q2       | Q3       | Poz. s. |
| ---- | -- | ----------------- | -------------------- | -------- | -------- | -------- | ------- |
| 1    | 6  | Nico Rosberg      | Mercedes             | 1:35,439 | 1:33,708 | 1:33,185 | 1       |
| 2    | 44 | Lewis Hamilton    | Mercedes             | 1:35,323 | 1:33,872 | 1:33,464 | 2       |
| 3    | 3  | Daniel Ricciardo  | Red Bull–Renault     | 1:36,220 | 1:34,592 | 1:34,051 | 13      |
| 4    | 77 | Valtteri Bottas   | Williams–Mercedes    | 1:34,934 | 1:34,842 | 1:34,247 | 3       |
| 5    | 11 | Sergio Pérez      | Force India–Mercedes | 1:34,998 | 1:34,747 | 1:34,346 | 4       |
| 6    | 7  | Kimi Räikkönen    | Ferrari              | 1:35,234 | 1:34,925 | 1:34,368 | 5       |
| 7    | 22 | Jenson Button     | McLaren–Mercedes     | 1:35,699 | 1:34,714 | 1:34,387 | 6       |
| 8    | 19 | Felipe Massa      | Williams–Mercedes    | 1:35,085 | 1:34,842 | 1:34,511 | 7       |
| 9    | 20 | Kevin Magnussen   | McLaren-Mercedes     | 1:35,288 | 1:34,904 | 1:34,712 | 8       |
| 10   | 14 | Fernando Alonso   | Ferrari              | 1:35,251 | 1:34,723 | 1:34,992 | 9       |
| 11   | 1  | Sebastian Vettel  | Red Bull–Renault     | 1:35,549 | 1:34,985 | –        | 10      |
| 12   | 27 | Nico Hülkenberg   | Force India–Mercedes | 1:34,874 | 1:35,116 | –        | 11      |
| 13   | 26 | Daniił Kwiat      | Toro Rosso–Renault   | 1:35,395 | 1:35,145 | –        | 12      |
| 14   | 25 | Jean-Éric Vergne  | Toro Rosso–Renault   | 1:35,815 | 1:35,286 | –        | 14      |
| 15   | 21 | Esteban Gutiérrez | Sauber–Ferrari       | 1:36,567 | 1:35,891 | –        | 15      |
| 16   | 8  | Romain Grosjean   | Lotus–Renault        | 1:36,654 | 1:35,908 | –        | 16      |
| 17   | 13 | Pastor Maldonado  | Lotus–Renault        | 1:36,663 | –        | –        | 17      |
| 18   | 99 | Adrian Sutil      | Sauber–Ferrari       | 1:36,840 | –        | –        | 21      |
| 19   | 10 | Kamui Kobayashi   | Caterham–Renault     | 1:37,085 | –        | –        | 18      |
| 20   | 17 | Jules Bianchi     | Marussia–Ferrari     | 1:37,310 | –        | –        | 19      |
| 21   | 9  | Marcus Ericsson   | Caterham–Renault     | 1:37,875 | –        | –        | 20      |
| 22   | 4  | Max Chilton       | Marussia–Ferrari     | 1:37,913 | –        | –        | 22      |

### Wyścig

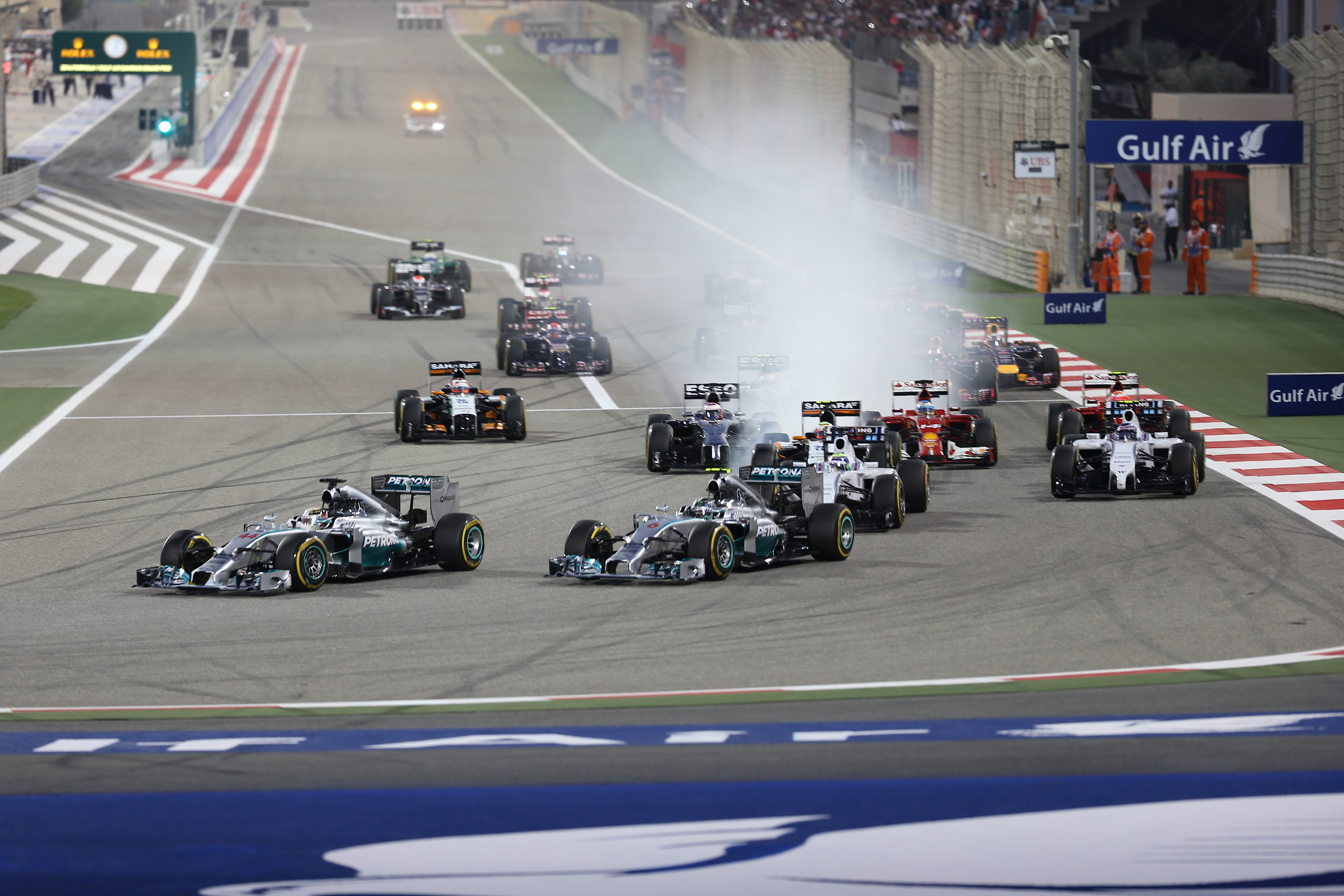
Kierowcy po starcie wyścigu

Źródło: Wyprzedź Mnie!
| P                 | + / –     | Nr | Kierowca          | Konstruktor          | Okr. | Czas / Strata         | Komentarz |
| ----------------- | --------- | -- | ----------------- | -------------------- | ---- | --------------------- | --------- |
| 1                 | 1         | 44 | Lewis Hamilton    | Mercedes             | 57   | 1h39m42,743           |           |
| 2                 | 1         | 6  | Nico Rosberg      | Mercedes             | 57   | +0:01,085             |           |
| 3                 | 1         | 11 | Sergio Pérez      | Force India–Mercedes | 57   | +0:24,067             |           |
| 4                 | 9         | 3  | Daniel Ricciardo  | Red Bull–Renault     | 57   | +0:24,489             |           |
| 5                 | 6         | 27 | Nico Hülkenberg   | Force India–Mercedes | 57   | +0:28,654             |           |
| 6                 | 4         | 1  | Sebastian Vettel  | Red Bull–Renault     | 57   | +0:29,879             |           |
| 7                 | Bez zmian | 19 | Felipe Massa      | Williams–Mercedes    | 57   | +0:31,265             |           |
| 8                 | 5         | 77 | Valtteri Bottas   | Williams–Mercedes    | 57   | +0:31,876             |           |
| 9                 | Bez zmian | 14 | Fernando Alonso   | Ferrari              | 57   | +0:32,595             |           |
| 10                | 5         | 7  | Kimi Räikkönen    | Ferrari              | 57   | +0:33,462             |           |
| 11                | 1         | 26 | Daniił Kwiat      | Toro Rosso–Renault   | 57   | +0:41,342             |           |
| 12                | 4         | 8  | Romain Grosjean   | Lotus–Renault        | 57   | +0:43,143             |           |
| 13                | 9         | 4  | Max Chilton       | Marussia–Ferrari     | 57   | +0:59,909             |           |
| 14                | 3         | 13 | Pastor Maldonado  | Lotus–Renault        | 57   | +1:02,803             | [ a ]     |
| 15                | 4         | 10 | Kamui Kobayashi   | Caterham–Renault     | 57   | +1:27,900             |           |
| 16                | 4         | 17 | Jules Bianchi     | Marussia–Ferrari     | 56   | +1 okr.               | [ b ]     |
| 17                | 11        | 22 | Jenson Button     | McLaren–Mercedes     | 55   | +2 okr.               | sprzęgło  |
| Niesklasyfikowani |           |    |                   |                      |      |                       |           |
|                   |           | 20 | Kevin Magnussen   | McLaren–Mercedes     | 40   | sprzęgło              |           |
|                   |           | 21 | Esteban Gutiérrez | Sauber–Ferrari       | 39   | kolizja z Maldonado   |           |
|                   |           | 9  | Marcus Ericsson   | Caterham–Renault     | 33   | wyciek oleju          |           |
|                   |           | 25 | Jean-Éric Vergne  | Toro Rosso–Renault   | 18   | uszkodzenia z kolizji |           |
|                   |           | 99 | Adrian Sutil      | Sauber–Ferrari       | 17   | kolizja z Bianchim    |           |
| P                 | + / –     | Nr | Kierowca          | Konstruktor          | Okr. | Czas / Strata         | Komentarz |

### Najszybsze okrążenie
Źródło: Wyprzedź Mnie!
| Nr | Kierowca     | Konstruktor | Czas     | Okr. |
| -- | ------------ | ----------- | -------- | ---- |
| 6  | Nico Rosberg | Mercedes    | 1:37,020 | 49   |

## Prowadzenie w wyścigu
Źródło: Racing–Reference.info
| Nr                              | Kierowca       | Okrążenia   | Suma |
| ------------------------------- | -------------- | ----------- | ---- |
| 44                              | Lewis Hamilton | 1-19, 22-57 | 54   |
| 6                               | Nico Rosberg   | 1, 19-22    | 3    |
| \| Wykres \| \| ------ \| \| \| |                |             |      |
| Wykres                          |                |             |      |
|                                 |                |             |      |

## Klasyfikacja po wyścigu

### Kierowcy
| P  | +/− | Kierowca          | Starty | Punkty | P1 | P2 | P3 | PP | NO | NS |
| -- | --- | ----------------- | ------ | ------ | -- | -- | -- | -- | -- | -- |
| 1  | 0   | Nico Rosberg      | 3      | 61     | 1  | 2  | –  | 1  | 2  | –  |
| 2  | 0   | Lewis Hamilton    | 3      | 50     | 2  | –  | –  | 2  | 1  | 1  |
| 3  | +3  | Nico Hülkenberg   | 3      | 28     | –  | –  | –  | –  | –  | –  |
| 4  | −1  | Fernando Alonso   | 3      | 26     | –  | –  | –  | –  | –  | –  |
| 5  | −1  | Jenson Button     | 3      | 23     | –  | –  | 1  | –  | –  | –  |
| 6  | +1  | Sebastian Vettel  | 3      | 23     | –  | –  | 1  | –  | –  | 1  |
| 7  | −2  | Kevin Magnussen   | 3      | 20     | –  | 1  | –  | –  | –  | 1  |
| 8  | 0   | Valtteri Bottas   | 3      | 18     | –  | –  | –  | –  | –  | –  |
| 9  | +4  | Sergio Pérez      | 2      | 16     | –  | –  | 1  | –  | –  | –  |
| 10 | N   | Daniel Ricciardo  | 3      | 12     | –  | –  | –  | –  | –  | 2  |
| 11 | −1  | Felipe Massa      | 3      | 12     | –  | –  | –  | –  | –  | 1  |
| 12 | −3  | Kimi Räikkönen    | 3      | 7      | –  | –  | –  | –  | –  | –  |
| 13 | −2  | Jean-Éric Vergne  | 3      | 4      | –  | –  | –  | –  | –  | 2  |
| 14 | −2  | Daniił Kwiat      | 3      | 3      | –  | –  | –  | –  | –  | –  |
| 15 | 0   | Romain Grosjean   | 3      | 0      | –  | –  | –  | –  | –  | 1  |
| 16 | −2  | Adrian Sutil      | 3      | 0      | –  | –  | –  | –  | –  | 2  |
| 17 | −1  | Esteban Gutiérrez | 3      | 0      | –  | –  | –  | –  | –  | 2  |
| 18 | −1  | Max Chilton       | 3      | 0      | –  | –  | –  | –  | –  | –  |
| 19 | −1  | Kamui Kobayashi   | 3      | 0      | –  | –  | –  | –  | –  | 1  |
| 20 | −1  | Marcus Ericsson   | 3      | 0      | –  | –  | –  | –  | –  | 2  |
| 21 | N   | Pastor Maldonado  | 3      | 0      | –  | –  | –  | –  | –  | 2  |
| 22 | N   | Jules Bianchi     | 3      | 0      | –  | –  | –  | –  | –  | 2  |
| P  | +/− | Kierowca          | Starty | Punkty | P1 | P2 | P3 | PP | NO | NS |

### Konstruktorzy
| P  | +/− | Konstruktor          | Starty | Punkty | P1 | P2 | P3 | PP | NO | NS |
| -- | --- | -------------------- | ------ | ------ | -- | -- | -- | -- | -- | -- |
| 1  | 0   | Mercedes             | 6      | 111    | 3  | 2  | –  | 3  | 3  | 1  |
| 2  | +3  | Force India–Mercedes | 5      | 44     | –  | –  | 1  | –  | –  | –  |
| 3  | −1  | McLaren–Mercedes     | 6      | 43     | –  | 1  | 1  | –  | –  | 1  |
| 4  | +2  | Red Bull–Renault     | 6      | 35     | –  | –  | 1  | –  | –  | 3  |
| 5  | −2  | Ferrari              | 6      | 33     | –  | –  | –  | –  | –  | –  |
| 6  | −2  | Williams–Mercedes    | 6      | 30     | –  | –  | –  | –  | –  | 1  |
| 7  | 0   | Toro Rosso–Renault   | 6      | 7      | –  | –  | –  | –  | –  | 2  |
| 8  | +1  | Lotus–Renault        | 6      | 0      | –  | –  | –  | –  | –  | 3  |
| 9  | −1  | Sauber–Ferrari       | 6      | 0      | –  | –  | –  | –  | –  | 4  |
| 10 | +1  | Marussia–Ferrari     | 6      | 0      | –  | –  | –  | –  | –  | 2  |
| 11 | −1  | Caterham–Renault     | 6      | 0      | –  | –  | –  | –  | –  | 3  |
| P  | +/− | Konstruktor          | Starty | Punkty | P1 | P2 | P3 | PP | NO | NS |